# Dongtian (köpinghuvudort i Kina, Hunan Sheng, lat 25,15, long 111,65)
Dongtian (kinesiska: 东田) är en köpinghuvudort i Kina. Den ligger i provinsen Hunan, i den södra delen av landet, omkring 360 kilometer söder om provinshuvudstaden Changsha. Antalet invånare är 13 852. Befolkningen består av 6 619 kvinnor och 7 233 män. Barn under 15 år utgör 21,0 %, vuxna 15-64 år 68 %, och äldre över 65 år 9,0 %.
Runt Dongtian är det ganska tätbefolkat, med 144 invånare per kvadratkilometer. Närmaste större samhälle är Jiepaixiang, 16,3 km norr om Dongtian. I omgivningarna runt Dongtian växer i huvudsak blandskog.
Genomsnittlig årsnederbörd är 2 044 millimeter. Den regnigaste månaden är maj, med i genomsnitt 302 mm nederbörd, och den torraste är oktober, med 49 mm nederbörd.